# Filip Tapalović
Filip Tapalović (* 22. Oktober 1976 in Gelsenkirchen) ist ein ehemaliger kroatischer Fußballspieler und heutiger -trainer. Seit Februar 2025 gehört er als Assistent von Niko Kovač zum Trainerteam von Borussia Dortmund.

## Vereinskarriere
Tapalović begann seine Laufbahn bei Fortuna Gelsenkirchen. Später wechselte er in die Jugendmannschaft des FC Schalke 04. 1995 wechselte er zum VfL Bochum. 1997 kehrte er zum FC Schalke 04 zurück. Nach zwei weiteren Jahren wechselte er zum TSV 1860 München. Von 2002 bis 2005 spielte Tapalović wieder beim VfL Bochum. In der Saison 2005/06 spielte er beim FC Wacker Tirol in Österreich. Nach der Saison 2005/06 war er ein halbes Jahr vereinslos. Im Januar 2007 unterschrieb er beim FC Carl Zeiss Jena einen Vertrag bis 2008. In der Spielzeit 2008/09 spielte er für den kroatischen HNK Rijeka und fand keinen neuen Verein. Ein Probetraining bei 1860 München verlief nicht erfolgreich. Er beendete daraufhin seine Karriere.
Beim 3:1-Sieg von Jena gegen 1860 München am 23. Februar 2007 erzielte Tapalović sein erstes Tor in der 2. Liga. Es wurde von den Zuschauern der ARD-Sportschau anschließend zum Tor der Woche gewählt.

## Nationalmannschaft
Tapalović spielte 1996/97 dreimal in der kroatischen U21-Mannschaft. In der Qualifikation zur EM 1998 wurde er in beiden Spielen gegen Griechenland und im Heimspiel gegen Dänemark eingesetzt. Insgesamt dreimal wurde er auch in die A-Nationalmannschaft berufen. Am 8. Mai 2002 machte er in Pécs gegen Ungarn sein erstes Spiel für Kroatien. Zwei weitere Einsätze gegen Wales und im EM-Qualifikationsspiel gegen Estland folgten noch im selben Jahr.

## Trainer
Anfang 2013 wurde Tapalović, der die A-Lizenz besitzt, Co-Trainer bei der A-Jugend des TSV 1860 München. Im Sommer 2013 wurde er Hauptverantwortlicher für die B-Jugend, die in der B-Junioren-Bundesliga spielte. Von April 2014 bis Saisonende war er zusätzlich Assistent von Interimstrainer Markus von Ahlen bei der Zweitligamannschaft der Sechzger. Zur Spielzeit 2014/15 stieg er zusammen mit den meisten Spielern von der U17 zur U19 des TSV 1860 auf. Nachdem von Ahlen im September erneut Cheftrainer der Profimannschaft wurde, wurde auch Tapalović wieder zum Co-Trainer berufen. Im Februar 2015 wurde er gemeinsam mit von Ahlen beurlaubt. Tapalović absolvierte die Fußballlehrerausbildung an der Hennes-Weisweiler-Akademie in Hennef und erhielt am 20. März 2017 in Gravenbruch die UEFA Pro Lizenz.
Zur Saison 2017/18 wurde er Co-Trainer unter Marco Kurz beim australischen Klub Adelaide United. Gemeinsam gewannen sie 2018 mit dem Klub den FFA Cup.
Zu Beginn der Spielzeit 2019/20 wechselte das Trainergespann zum Ligakonkurrenten Melbourne Victory. Nach 13 absolvierten Partien hatte die Mannschaft Mitte Januar 2020 bereits 19 Punkte Rückstand auf Tabellenführer und Meister Sydney FC und neben vier Siegen sechs Niederlagen eingefahren. Als Konsequenz daraus trennte sich der Verein von Kurz und seinem Assistenten Tapalović.
Zur Saison 2021/22 wurde Tapalović beim Zweitligisten Hamburger SV neben Julian Hübner und Merlin Polzin Co-Trainer des ebenfalls neu eingestellten Cheftrainers Tim Walter. Am 12. Februar 2024 wurde er gemeinsam mit Walter freigestellt.
Zur Saison 2024/25 folgte Tapalović Walter zum englischen Zweitligisten Hull City. Der Erfolg blieb jedoch aus, so dass das gesamte Trainerteam bereits nach vier Monaten freigestellt wurde.
Anfang Februar 2025 schloss sich Tapalović als Assistent des neu verpflichteten Cheftrainers Niko Kovač dem Bundesligisten Borussia Dortmund an.

## Privates
Filip ist der Bruder von Toni Tapalović.